# Соколов, Дмитрий Георгиевич
Дми́трий Гео́ргиевич Соколо́в (14 января 1921, Велиж, Витебская губерния — 30 июля 2000) — главный инженер ЦКБ «Балтсудопроект» (ЦНИИ имени академика А. Н. Крылова), главный конструктор, лауреат Государственной премии.

## Биография
В 1947 году окончил Ленинградский кораблестроительный институт. Работал в ЦКБ-53, где участвовал в разработке проектов эсминцев, китобойных и научно-исследовательских судов, затем — главным инженером проекта в ЦКБ «Восток».
С 1960 г. работал в центральном конструкторском бюро «Балтсудопроект».
Руководил проектированием и строительством
в качестве главного инженера
- малых корабельных измерительных пунктов первого поколения[4]
  - проекта 1918 типа «Моржовец» — 4 судна (главный конструктор П. С. Возный)
  - проекта 1929 типа «Космонавт Владислав Волков» — 4 судна (главный конструктор Б. П. Ардашев)
- универсального корабельного измерительного пункта нового поколения проекта 19510 — «Академик Николай Пилюгин» (главный конструктор Б. П. Ардашев)[4]

в качестве главного конструктора
- танкеров
  - проекта 1552 типа «София» (1960-е)[5][6]
- «Виктор Дубровский» (1993)[6]
- кораблей измерительного комплекса:
  - проекта 1909 («Феникс») — «Космонавт Юрий Гагарин» (1971)[6][7]
  - проекта 1914 — «Маршал Неделин» (1983), «Маршал Крылов» (1989)[2][6][8].

Таким образом, Д. Г. Соколов непосредственно участвовал и руководил созданием большинства из отечественных корабельных измерительных пунктов, превосходящих зарубежные аналоги по многим показателям.

## Награды
Государственная премия СССР (1985) — за разработку корабельный измерительных пунктов.